# 인도네시아-조선민주주의인민공화국 관계
인도네시아-조선민주주의인민공화국 관계는 인도네시아와 조선민주주의인민공화국 간의 관계를 말한다. 

## 상세
인도네시아와 조선민주주의인민공화국은 비동맹 운동 회원국이다. 인도네시아는 수카르노와 김일성 간의 만남을 계기로 조선민주주의인민공화국과 우호적인 관계를 맺어왔다. 조선민주주의인민공화국은 북핵 문제와 직결된 6자 회담을 재개하기 위해 인도네시아 정부가 중재자로 나서달라고 요청했다는 보도가 나왔다.
2013년에 영국방송협회 조사로 인도네시아인들은 42%는 “조선민주주의인민공화국에 긍정적”이라고 말한 반면, 22%는 “조선민주주의인민공화국에 부정적”이라고 각각 말했다.
양국은 각국 수도에 대사관을 운영 중에 있으며, 주인도네시아 조선민주주의인민공화국 대사관은 주아세안 조선민주주의인민공화국 대표부를 겸임하고 있다. 양국은 아세안 지역 포럼에 참가하고 있다.

## 역사
양국은 1964년에 수교하였으며, 반둥 회의가 열리고 있던 1965년에 조선민주주의인민공화국의 김일성이 인도네시아를 방문하였다. 인도네시아의 수카르노 대통령이 꽃을 주었고 그 꽃에 김일성화 이름을 지었다. 이러한 행위를 통해서 수카르노 대통령은 김일성 주석과 친분을 과시하였다.
2002년 3월에 수카르노 전 대통령의 딸 메가와티 수카르노푸트리 대통령이 평양을 방문하였다. 수카르노푸트리 대통령 또한 한반도 통일을 지지하며, 인도네시아가 한반도 평화 중재자 역할을 해왔다고 밝혔다. 2018년에는 인도네시아가 2018년 아시안 게임 개최식에 북한을 공식 초청하였다.

## 같이 보기
- 대한민국-인도네시아 관계